# Harold Searles
Pour les articles homonymes, voir Searle.
Harold Searles, né à Hancok dans les montagnes Catskill (New York) le 1er septembre 1918, et mort à Los Angeles le 18 novembre 2015, est un psychanalyste américain. Il étudie plus particulièrement la question de la psychose, des schizophrénies et des personnalités frontières. De 1952 à 1964, il travaille à la clinique Chesnut Lodge, dans le Maryland, spécialisé dans l'approche psychothérapique psychanalytique des schizophrènes.
Influencé par les travaux de Harry Stack Sullivan, Searles développe la conception du contre-transfert. Dans ses livres, il développe notamment des idées proches du concept kleinien d'identification projective et la notion de double contrainte. Il est souvent associé au courant intersubjectiviste qui domine l'école américaine de psychanalyse.

## Publications
- Le Contre-transfert, Gallimard, coll. « Poche-Folio », 2005 (1re éd. 1981) (ISBN 2-07-030712-3)
- Mon expérience des états-limites, Gallimard, 1994 (ISBN 2-07-072970-2)
- L'effort pour rendre l'autre fou, Gallimard, coll. « Folio-Essais », 2003 (1re éd. 1977) (ISBN 2070427633)
- L'environnement non humain, Gallimard, 1986 (ISBN 2-07-070680-X)
- (en) « Unconscious processes in relation to the Environmental Crisis », Psychoanalytic Review, no 59(3),‎ 1972, p. 361-374 (PMID 4636949)
  - « Processus inconscients en rapport avec la crise environnementale »  (trad. Sandrine Aumercier), Le Coq-Héron, Érès, no 242(3),‎ 2020, p. 11-22 (ISBN 9782848355153, DOI 10.3917/cohe.242.0011, lire en ligne)
  - « Les processus inconscients en jeu dans la crise environnementale », dans La crise environnementale sur le divan  (trad. Luc Magnenat), In press, 2019 (ISBN 9782848355153), p. 75-94